# Vrouwen in het oude Griekenland

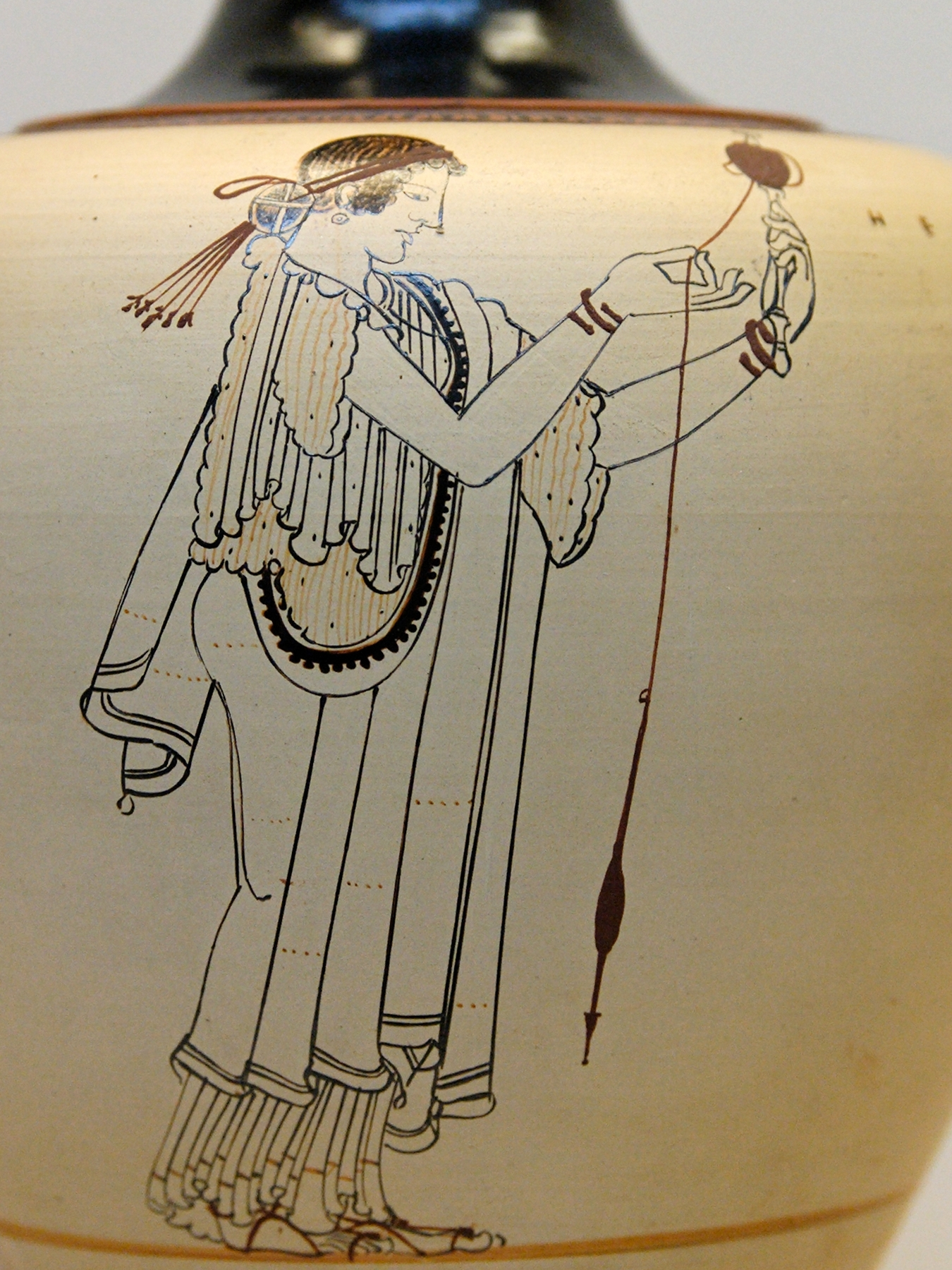
Spinnende vrouw (detail van een Attische oenochoë met witte achtergrond van de schilder van Brygos, ca. 490 v.Chr., British Museum).

Reeds in de Homerische periode was het oude Griekenland een uitgesproken patriarchale maatschappij. In de 8e eeuw v.Chr. zou de zich ontwikkelende polis zich baseren op een dubbele uitsluiting: de « club van burgers » sloot de buitenlanders (metoiken) en slaven uit; de « club van mannen » sloot de vrouwen uit. Aristoteles definieert burgerschap als de mogelijkheid om deel te nemen aan de politieke macht. De vrouw stond ver af van dit ideaal: in tegenstelling tot metoiken en slaven, kon ze nooit burger worden. Men moet wachten tot de hellenistische periode om grote vrouwelijke politieke figuren te zien opstaan in de Griekse wereld, met koninginnen zoals Berenice II, Arsinoë II of Cleopatra VII.

## Homerische periode
De voornaamste bron van informatie over de plaats van de vrouw in deze periode is Homerisch: de Ilias en vooral de Odysseia bevatten, wanneer ze niet gevechten en koninklijke banketten afschilderen, verscheidene alledaagse scènes, waarbij de vrouwen naar voren treden. Het historische karakter van deze beschrijvingen is natuurlijk onderwerp van discussie: desalniettemin lijkt het waarschijnlijk dat de dichter of dichters van deze twee epen hun inspiratie voor deze passages haalden uit het dagelijks leven van hun tijd, de 8e eeuw v.Chr.

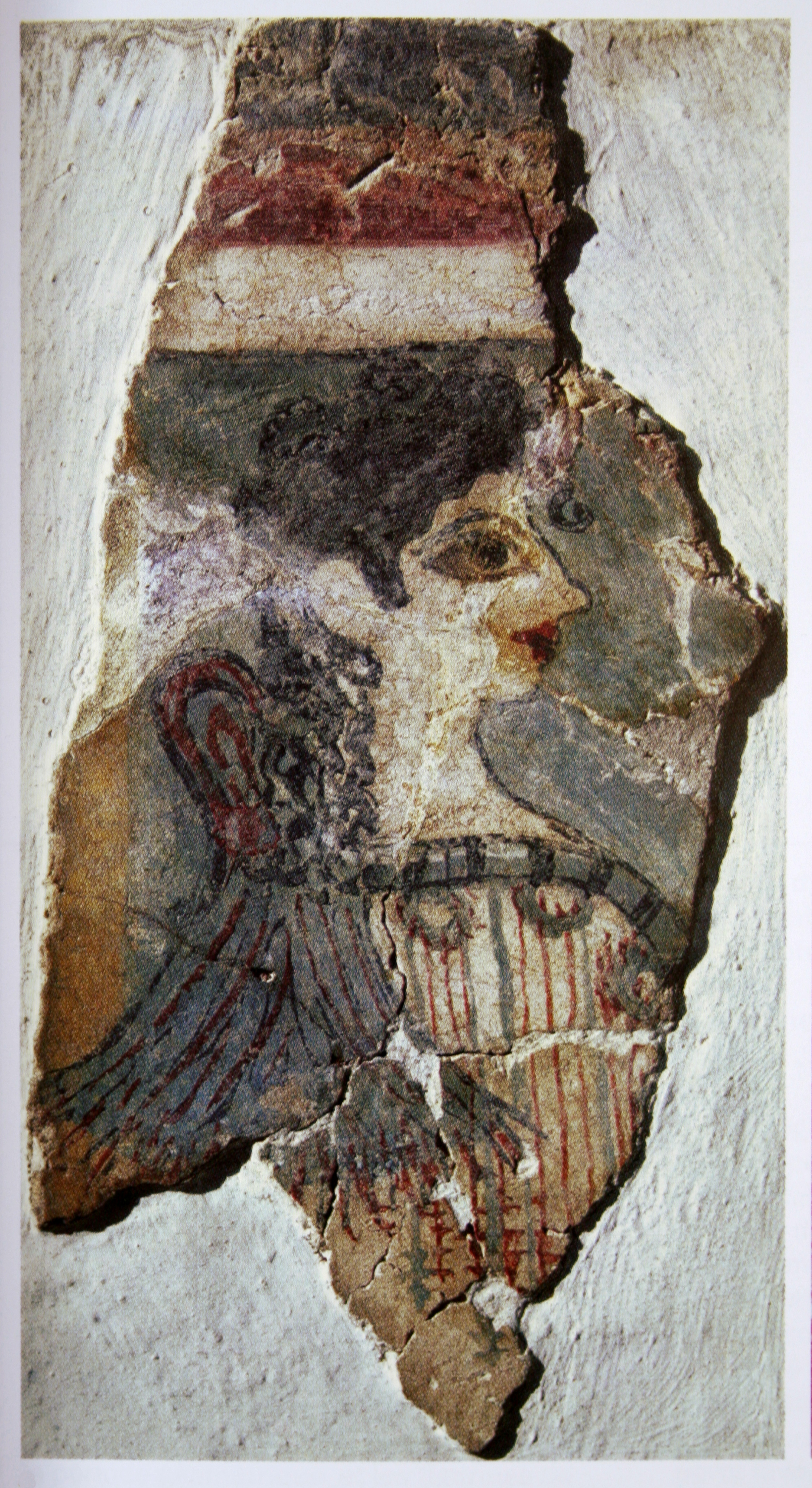
Fresco van « de Parisienne » (paleis van Knossos).

In de epen heeft de vrouw een drievoudige rol: echtgenote, koningin en meesteres van het huis. In de eerste plaats echtgenote of echtgenote in spe, wat ons de complexiteit van de Griekse huwelijkspraktijken doet begrijpen. Men treft om te beginnen het klassieke systeem van tegengeschenk, geïllustreerd door het tegenvoorbeeld van Agamemnon die aandringt bij Achilles om de strijd te hervatten. Hij biedt hem een van de drie meisjes aan met de verduidelijking: « Laat hij kiezen wie hij begeert en zonder mij geschenken te bieden haar voeren naar het huis van Peleus ». Het gaat hierbij om een uitzonderlijke situatie: normaal gezien moest de echtgenoten geschenken, de ἕδνα / hêdna, geschenken moet geven aan zijn schoonvader. De vrouw trekt daarop bij haar echtgenoot in, in dit geval in de woning van Achilles' vader. Deze verbintenis is zowel bij de Griekse als de Trojaanse heroën monogaam. Nochtans blijven deze huwelijkspraktijken noch weinig geformaliseerd: Helena, de wettelijke echtgenote van Menelaos, wordt op dezelfde manier behandeld als wettelijke echtgenote van Paris. Priamus wijkt af van deze monogame regel ; voor de rest, bood zijn paleis onderdak aan zijn zonen en hun echtgenotes maar eveneens aan zijn dochters hun echtgenoten.

## Duistere eeuwen en archaïsche periode

### Archeologische bewijzen
De voornaamste bron die we hebben over vrouwen uit deze periode is archeologisch: afbeeldingen op keramiek of funerair materiaal. In feite is, vanaf de Duistere eeuwen, de keuze van gedeponeerde objecten afhankelijk van het geslacht van de overledene.

### Vrouwen en de Griekse kolonisatie
De archaïsche periode zag de Grieken, voor wie het Griekse vasteland te klein was geworden, met een grote kolonisatiebeweging beginnen. Meestal waren de kolonisten enkel mannen: ze rekenen op de inheemse bevolking om zich van echtgenotes te voorzien. Het is het traditionele gebruik van het roofhuwelijk. Herodotos rapporteert aldus dat de Atheense kolonisten-stichters van Milete, in Carië, de autochtonen aanvielen, zich meester maken van de vrouwen en de mannen doodden. Om zich te wreken op de agressors, zweren de Carische vrouwen nooit samen te eten met hun echtgenoten en hen nooit bij hun naam te noemen.

### Huwelijken en tirannen
Het huwelijk als middel om allianties te sluiten kende zijn hoogtepunt vanaf de tweede helft van de 7e eeuw v.Chr., toen vele poleis door tirannen werden geregeerd, dit zijn niet-constitutionele monarchen, wier macht sui generis was. In tegenstelling tot de voorafgaande leenstelsels, steunen ze desalniettemin op hun huwelijkspolitiek om hun macht te vestigen of te versterken. Aldus huwde de Atherne Pisistratus tot driemaal toe: de eerste maal met een anonieme Atheense; de tweede maal met een Argivische van hoge rang; de derde maal met de dochter van zijn tegenstander Megacles, uit de machtige Alcmaeonidenfamilie. Aan het einde van de 5e eeuw v.Chr. verdubbelde Dionysius de Oudere, tiran van Syracuse, weduwnaar na de zelfmoord van zijn eerste echtgenote, het voordeel van een nieuw huwelijk door er twee tegelijk aan te gaan: zijn twee echtgenotes waren dochters van belangrijke personen, de ene van Locris, de andere van Syracuse.
De dochters van tirannen dienen hetzelfde doel: de aristocratische families wedijveren om hun hand te krijgen. Aldus dienden zich twaalf huwelijkskandidaten aan, afkomstig uit de grote families van wel twaalf verschillende poleis, toen Clisthenes, tiran van Sicyon, aan het begin van de 6e eeuw v.Chr., zijn dochter Aragiste wenste uit te huwelijken. Gedurende een jaar leven de vrijers aan het hof van Clisthenes, onderhouden zoals de vrijers van Penelope. Tegelijkertijd peilde Clisthenes naar hun afkomst, hun deugden, hun sportieve heldendaden en de macht van hun geslacht. De tirannen gingen zelf over op endogamie, bij gebrek aan geschikte huwelijkspartners voor hun dochters: aldus huwde Dionysius een van zijn zoon met zijn eigen zus, terwijl een van zijn broers zijn nicht huwde.

### Gortyn
Gortyn was een kleine polis op Kreta die nooit een belangrijke rol zou spelen in het oude Griekenland. Desalniettemin is het van deze polis dat ons drie fragmenten van een inscriptie op steen zijn zijn overgeleverd die de zogenaamde « Codex van Gortyn » bevatte, bestaande uit zeven hoofdstukken over privaat recht, hoofdzakelijk met betrekking op het familierecht.
Zoals in de andere oud-Griekse poleis, was de vrouw te Gortyne een mindere. Zij stond onder de permanente voogdij van een man: vader, broer of echtgenoot. Hoewel zij tegen verkrachting werd beschermd, maakte de wet geen onderscheid tussen verkrachting en verleiding: alleen de belangen van haar voogd werden in aanmerking genomen. Het huwelijk was in een verbintenis tussen twee families, waarbij de voogd over het recht beschikte zijn beschermelinge ten huwelijk te geven. Wanneer zij het leven schonk aan kinderen, nam haar voogd als enig de beslissing om ze te houden of te vondeling te leggen.
Nochtans genoot de vrouw in Gortyn een veel grotere autonomie dan in andere poleis. Zij kon zowel roerende als onroerende goederen bezitten. Zij verkreeg deze voornamelijk door haar bruidsschat: zij ontving de helft van de erfenis van een man, met uitzondering van ondeelbare goederen (ouderlijk huis en landbouwwerktuigen). Zij is vrij te beschikken over haar goederen: noch haar echtgenote, noch haar zonen hebben het recht ze onder hypotheek te plaatsen. In geval van scheiding of weduwschap, blijft de bruidsschat in haar bezit en ze kan hem gebruiken om te hertrouwen. Daarentegen lijkt het te zijn verzekerd dat de vrouw niet zelf haar goederen beheert. Aldus bewaart de echtgenoot, in geval van echtscheiding, de helft van de inkomsten van de bruidsschat, zelfs als hij in het ongelijk is gesteld.
De dochter-erfgename (dit is wees en broederloos), de patrôïôkos (van τὰ πατρῷα / tà patrỗia, « het vaderlijk goed »), heeft het recht hem te weigeren die ze normaal gezien moet trouwen, dit is haar meest naaste bloedverwant. Bij gebrek aan een naaste bloedverwant, of in geval van afwijzing van deze laatste, is de patroiokos vrij te trouwen met wie ze wil (of kan). Indien ze reeds is getrouwd, verschilt de situatie afhankelijk van de aanwezigheid van kinderen: vanaf het moment dat ze reeds kinderen heeft die de erfenis van de kant van hun moeder kunnen ontvangen, is de patroiokos een relatieve vrijheid toegestaan, een situatie die in contrast staat met die van de Atheense epikleros (cf. infra).

## Klassieke periode

### Athene
De meeste bronnen over vrouwen in het oude Griekenland komen uit Athene. Het is echter moeilijk in te schatten in hoeverre de Atheense situatie ook opgaat voor andere Griekse poleis.

#### Dochters en vrouwen van een burger

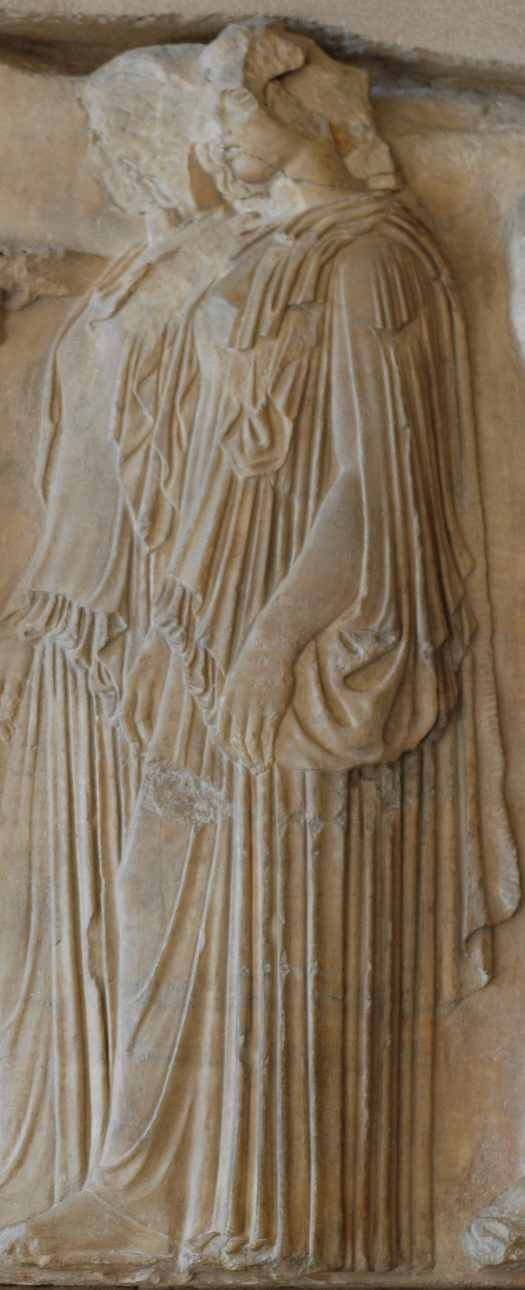
Atheense die de chiton draagt (detaïl van de fries van de ergastines, Louvre).

De Atheense werd haar hele leven behandeld als een minderjarige, die noch juridische noch politieke rechten bezat. Heel haar leven moet ze onder de autoriteit van een κύριος / kúrios (« voogd ») blijven: oorspronkelijk was dit haar vader, vervolgens haar echtgenoot en zelfs haar zoon (indien ze weduwe is) of haar nauwste bloedverwant.

##### Status
Haar bestaan heeft geen belang dan door het huwelijk, dat meestal plaatsvond tussen haar vijftiende en achttiende levensjaar. Het gaat hierbij om een private handeling, een contract gesloten tussen twee families (oikoi). Vreemd genoeg kent het Oudgrieks geen specifieke term om het huwelijk aan te duiden. Men spreekt van ἐγγύη / engúê, letterlijk het onderpand, de borgtocht: het is de handeling door dewelke het hoofd van de familie zijn dochter aan een andere man geeft. De polis is geen getuige en neemt deze gebeurtenis niet op in een of andere akte, die op zich niet volstaan om aan de vrouw het gehuwde statuut toe te kennen. Om als gehuwd beschouwd te worden, moeten man en vrouw ook nog samenleven. In de meeste gevallen volgt dit op de engúê. Niettemin komt het voor dat de engúê plaats heeft wanneer het meisje nog een kind is. Het samenleven heeft in dat geval dus pas veel later plaats. Over het algemeen heeft het jonge meisje nooit iets te zeggen over haar toekomstig huwelijk.
Naast haar eigen persoon brengt de jonggehuwde ook haar bruidsschat binnen in haar nieuwe familie. Deze bestaat over het algemeen uit gemunt geld. De bruidsschat is strikt genomen niet het eigendom van de echtgenoot: wanneer zijn vrouw kinderloos sterft of in het geval van echtscheiding met wederzijdse instemming, moet de bruidsschat worden teruggegeven. Daar de som geld van de bruidsschat aanzienlijk is, dekt de voogd van de gehuwde zich vaak in door een speciale hypotheek, het ἀποτίμημα / apotímêma: een onroerend goed wordt opgegeven als tegenwaarde, een engagement gematerialiseerd door een horos. Bij het uitblijven van het teruggeven van de bruidsschat wordt beslag gelegd op het land.
De scheiding op initiatief van de echtgenote werd normaal gezien niet toegestaan: enkel de voogd kon vragen om de ontbinding van het contract. Nochtans tonen voorbeelden dat het in de praktijk toch voorkwam. Aldus vroeg Hipparétê, vrouw van Alkibiades, persoonlijk echtscheiding aan bij de archont. De commentaren van Plutarchus lijken erop te wijzen dat het daar om een normale procedure gaat. In de dikê pròs Onếtora (proces tegen Onếtôr) van Demosthenes is het de broer van de echtgenote, haar voogd, die een verzoek om echtscheiding indient.
Een strikte trouw is vereist van de kant van de echtgenote: haar rol is legitieme zonen te baren die de vaderlijke goederen kunnen erven. De echtgenoot die zijn vrouw op heterdaad betrapt op overspel is aldus in zijn recht wanneer hij haar minnaar ter plekke doodt. De overspelige vrouw zelf kan worden teruggestuurd. Volgens sommige auteurs zou de bedrogen echtgenoot zelfs verplicht geweest zijn dit te doen op straffe van het verlies van zijn burgerrechten. De echtgenoot, daarentegen, is niet onderworpen aan een dergelijke restrictie: hij kan gebruik maken van de diensten van een hetaere of een concubine (παλλακή / pallakế) — vaak een slavin, maar soms ook de dochter van een arme burger - in het echtelijk huis toelaten.

##### Een speciaal geval:epikleros

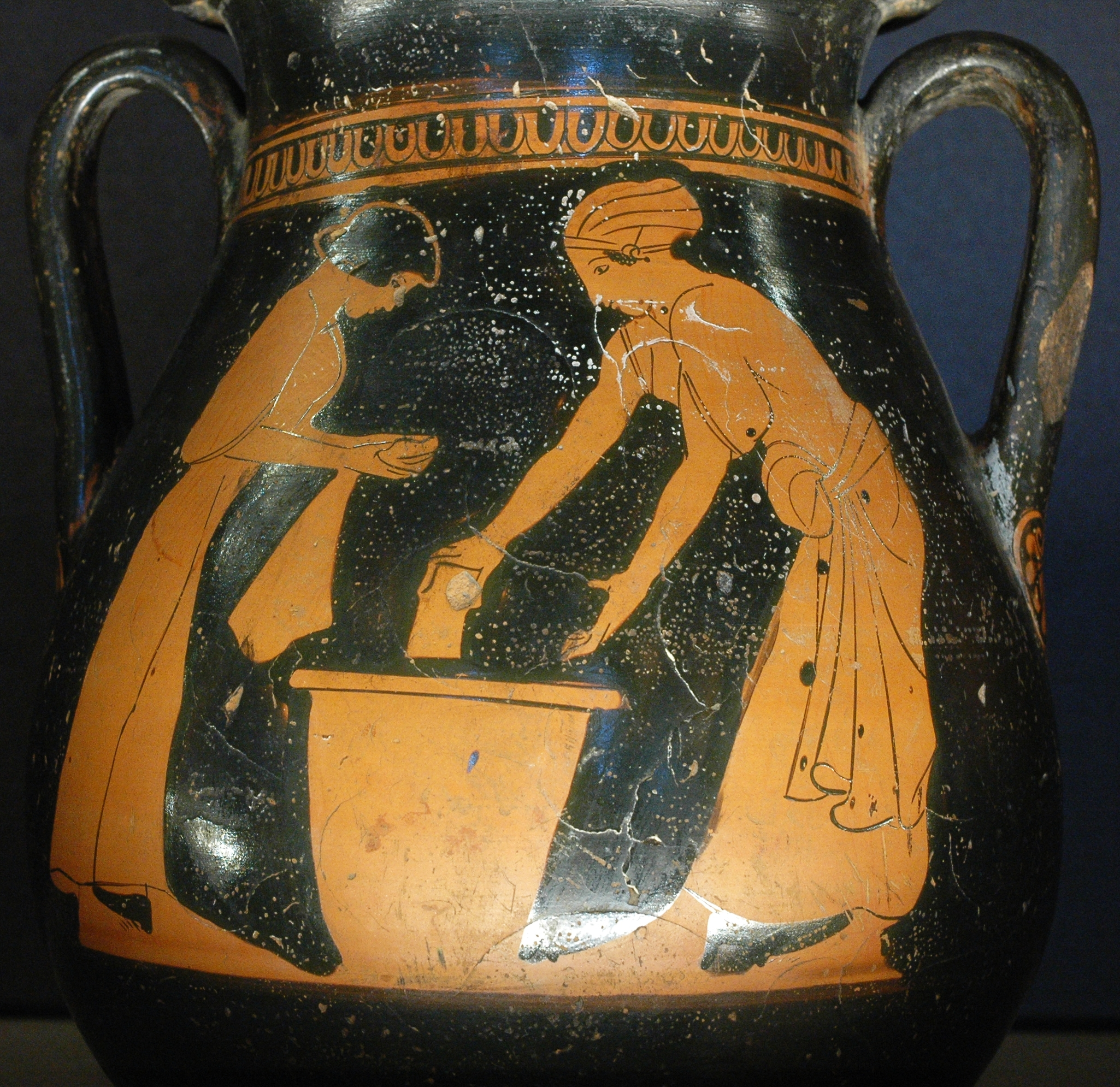
Vrouwen die de was doen (Attische pelike, ca. 470-460 v.Chr., Louvre).

Een meisje wordt  « epikleros » genoemd als zij als de enige nakomeling van haar vader overblijft: zij heeft noch een broer, noch neefjes die kunnen erven. Volgens het Attische recht was zij niet de erfgename, maar « verbonden aan (ἐπι) de erfenis (κλῆρος) ». Daarom moest ze haar naaste bloedverwant huwen: samen met haar hand kreeg haar nieuwe echtgenoot de erfenis in eigendom, zodat de familiegoederen van haar man overgingen op hun kinderen, de kleinkinderen van haar overleden vader. Dit relatief simpele principe leidde tot gecompliceerde zaken, waarvan we geen precieze gegevens hebben: zo weten we niet of, indien de epikleros reeds gehuwd is op het moment van overlijden van haar vader, de naaste bloedverwant het recht heeft dit eerdere huwelijk te ontbinden. Er zijn echter minstens twee gevallen bekend waarbij de naaste bloedverwanten scheiden van hun echtgenotes (en zorgen voor het hertrouwen van dezen) om een epikleros te huwen.

##### In depolis
De vrouwen van goede familie hebben als belangrijkste taak hun oikos te onderhouden. Ze zijn beperkt tot de gynaikeion, letterlijk de « kamer van de vrouwen », omringd door hun dienaressen. Ze wagen zich alleen buiten het familiale domein voor de vervulling van hun religieuze plichten. Daarentegen vulden de vrouwen van het volk de huishoudkas aan door wat er overschoot aan zelf verbouwde of vervaardigde producten te verkopen: olijven, fruit en groenten, kruiden — daarom maakt Aristophanes van de moeder van de Euripides een verkoopster van kervel — stof, enzovoorts. Uit het werk van zowel komedieschrijvers als redenaars blijkt het bestaan van vrouwelijke kleinhandelaars van geparfumeerde oliën, kammen, juweeltjes of robijnen. Ze gingen dus wel degelijk om met geld.

#### Metoiken en slavinnen

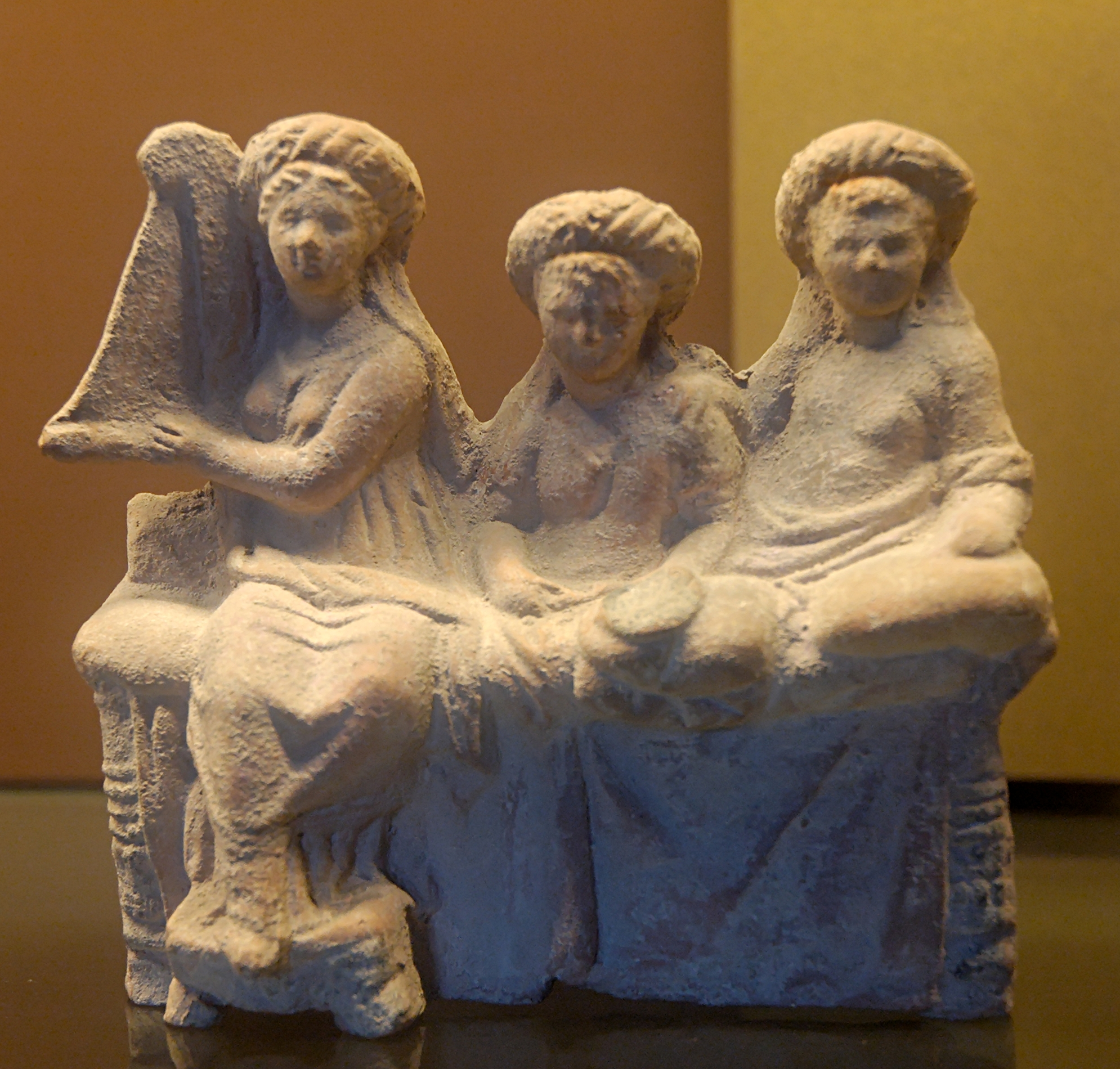
Deelnemers aan een symposion en een hetaere (Griekse terracottafigurine uit Myrina, 1e eeuw, Louvre).

Er is weinig bekend over de vrouwelijke metoiken, behalve het percentage dat ze aan belasting moesten betalen: hun jaarlijkse μετοίκιον / metoíkion was zes drachmes, in plaats van twaalf voor een man. Een aantal van hen volgden gewoon hun echtgenoot, die zich voor zaken vestigde te Athene of om het onderwijs van een gereputeerde meester te volgen. Men kan veronderstellen dat hun manier van leven vergelijkbaar is met dat van burgermeisjes of -vrouwen.
Een minderheid bestond uit vrouwen die alleen naar Athene waren gekomen om hun fortuin te maken. De allerarmsten eindigden vaak als prostituees (πόρναι / pórnai) in de bordelen van Piraeus of Athene zelf. De meer geleerde vrouwen konden hetaeren (ἑταίραι / hetaírai) worden. Salon houdend, waren ze de quasi-officiële gezellinnen van Atheense zakenmannen en politici. De bekendst onder hen is Aspasia, afkomstig uit Milete. Concubine van Pericles, voor wie deze laatste zijn wettige echtgenote verliet. Mooi, intelligent en spraakvaardig ging ze op gelijke voet om met de intellectuele elite van haar tijd. De keerzijde van de medaille was dat ze het mikpunt was van de komische auteurs, die haar afschilderen als een vulgaire bordeelhoudster en intrigante.

### Sparta
Sparta onderscheidt zich onder de andere Griekse poleis in die mate dat ze vrouwen op min of meer gelijke voet stelt met de mannen: allen zijn ondergeschikt aan de staat en hun eerste doel het voortbrengen van krachtige en gedisciplineerde soldaten. De vrouwen moeten ook in dienst, al worden ze niet echt ingezet als soldaten. Ze mogen later trouwen dan in de rest van Griekenland wat leidt tot minder vrouwen die sterven in het kraambed. Ze zijn niet politiek actief, maar hebben veel invloed, geld en sommigen zelfs land.

#### Opvoeding
Sparta vertoont een bijzonderheid doordat ze een verplicht opvoedingssysteem had voor allen en dit werd ingericht door de staat, terwijl de andere poleis ouders als enige verantwoordelijk voor hun kinderen beschouwde. Daarenboven, was ze niet enkel verplicht voor jongens, maar ook voor meisjes. Terwijl het doel van dit systeem, voor de jongens, was om gedisciplineerde hoplieten voort te brengen, was het de bedoeling meisjes tot sterke moeders te vormen, die op hun beurt het leven schenken aan sterke en gezonde kinderen. Zoals bij de jongens, begon het onderricht vanaf 7 jaar. Het eindigde rond 18 jaar, leeftijd waarop de jonge vrouwen huwden. Het bestond uit twee delen: enerzijds een fysieke training om het lichaam te versterken, anderzijds de μουσική / mousikế, een term die bij de Grieken dans, poëzie en zang omvatte.

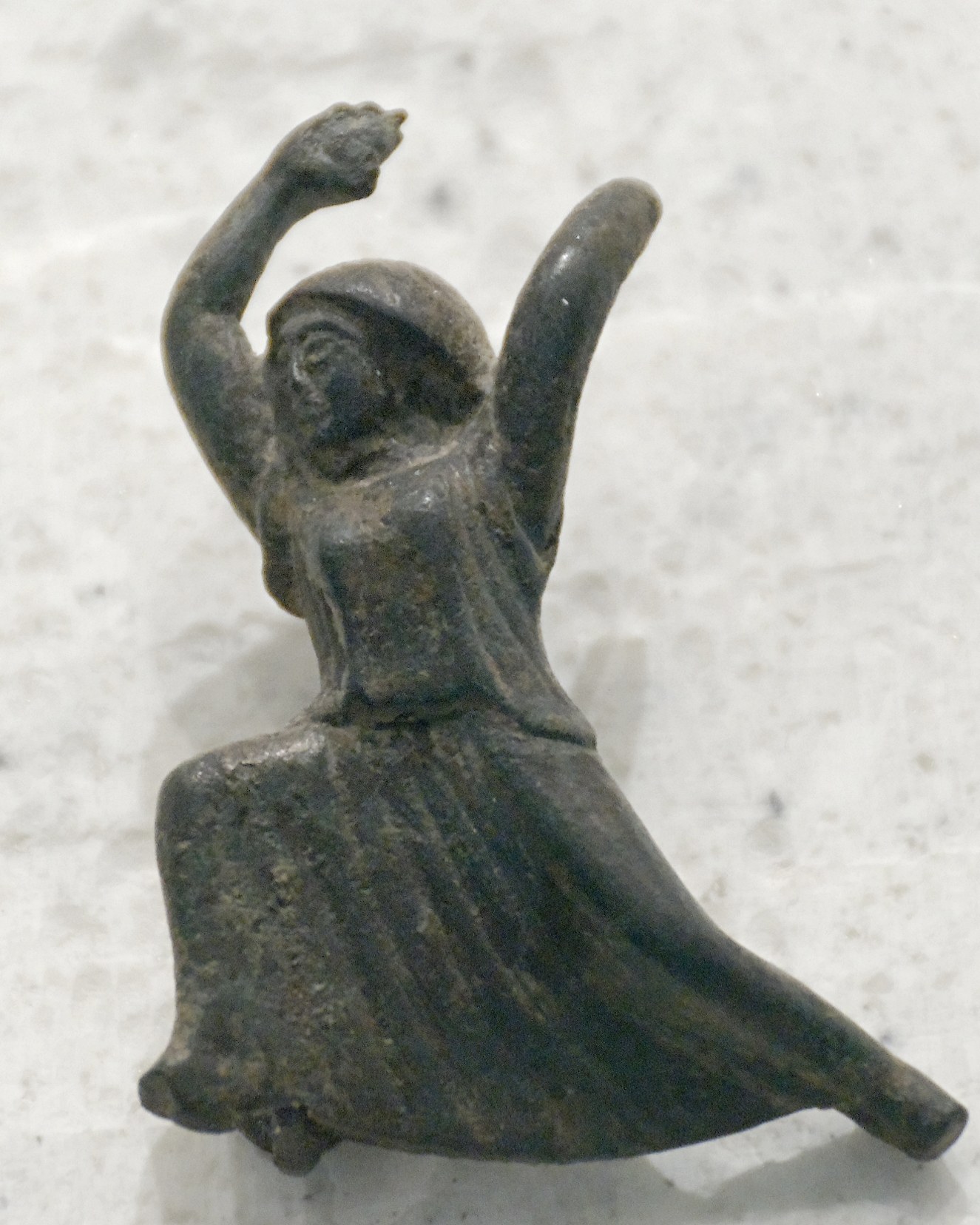
Lopend (Spartaans) meisje (Louvre).

Wat betreft het sportieve deel, geeft Xenophon aan dat Lycurgus een fysieke training instelde voor beide seksen, bestaande uit hardlopen en worstelen, zaken die worden bevestigd door Euripides. Plutarchus voegt aan deze lijst nog het discus- en speerwerpen toe. Theocritus voert jonge meisjes op die trots hun deelname aan dezelfde wedstrijden als de jongens, langs de rivier de Eurotas en hun gebruik van zalf, net zoals deze laatsten, verkondigen. Bovendien, trainen ze ook naakt. Deze training is geen echte voorbereiding voor het gevecht: jongens en meisjes trainen apart. Desalniettemin, was de kracht van Spartaanse vrouwen spreekwoordelijk in Griekenland: Klearchos van Soloi (midden van de 3e eeuw v.Chr.) verhaalt aldus dat zij volwassen en ongehuwde mannen overmeesteren en hen slaan om hen te dwingen te trouwen, wat impliciet wijst op de kracht van deze vrouwen. Ten slotte lijkt het erop dat de sportieve training ook paardrijden omvatte. Aldus tonen votieffigurines gevonden in het heiligdom van Artemis Orthia jonge meisjes in amazonezit.
Daar ze zich ook bezighouden met mousikê, namen de jonge meisjes op alle grote feesten deel aan de parthenia — maagdenkoorzangen — waarvan Alkman de grootste schrijver van was. De gezangen worden uit het hoofd geleerd. Ze laten de meisjes toe de grote mythologische verhalen te leren kennen maar ook hun competitiegeest aan te schepren: de gezangen alluderen expliciet aan schoonheidswedstrijden of ook muziekvoorstellingen. Votiefbeeldjes tonen meisjes die diverse instrumenten bespelen. Het lijkt erop dat sommige Spartiaten ten minste konden lezen en schrijven. Zo zijn er anekdotes gevonden, weliswaar behoorlijk laat, waarin melding wordt gemaakt van brieven verzonden door moeders aan hun zonen die op veldtocht waren. Gorgô, dochter van Kleomenes I is aldus de enige om de geheime boodschap te ontdekken die door koning Demaratos was verzonden: zij liet de was van het tablet krabben, aldus de in het hout gekraste tekst blootleggend.

#### Huwelijk
Tijdens de klassieke periode ontmoetten twee concurrerende systemen elkaar in Sparta: het eerste, traditionele systeem was gemeenschappelijk voor alle Griekse stadstaten. Het doel ervan was de welvaart van de familielijn te verzekeren. Het tweede diende de staatsidealen: het doel ervan was sterke jongens te produceren.
In het tweede systeem vond het huwelijk veel later plaats dan in de andere stadstaten: de echtgenoot is ongeveer 30 jaar en zijn vrouw ongeveer achttien. Men had bovendien het vreemde gebruik dat het hoofd van de vrouw kaalgeschoren werd en haar mannenkleren gegeven werden, waarna ze alleen gelaten werd op een matras in het donker. De echtgenoot voegde zich na de syssitia (een gemeenschappelijke maaltijd) bij zijn vrouw, nog steeds in het donker, en na de liefde met haar bedreven te hebben vertrok hij weer om zich bij zijn makkers in de slaapzaal te voegen. Het huwelijk bleef bovendien geheim tot de geboorte van het eerste kind. Plutarchus merkte bovendien ook op dat de echtgenoten "de bevrediging negeren en de vermindering van gevoel een gemeenschappelijk leven zonder belemmeringen tot gevolg heeft."
De vrouwen oefenen een zekere vorm van controle uit op hun huwelijk. Terwijl oude echtgenoten ertoe worden aangezet hun vrouwen te 'lenen' aan krachtige jongemannen, vermeldt Plutarchus ook dat de vrouwen vaak een minnaar namen, zodat het kind dat moest geboren worden twee stukken land kon erven in plaats van een.

## Hellenistische periode
De hoeveelheid informatie die beschikbaar is over vrouwen in de hellenistische periode is verrassend groot.
De overvloed aan informatie over de koninklijke vrouwen kan worden toegeschreven aan de impact van deze vrouwen op de antieke schrijvers daar ze zelf vaak - direct of indirect - waren betrokken bij de politieke activiteiten van de mannen.
De handelingen van vrouwen van minder verheven status kan ook worden gezien in publieke optredens, zoals sommige vrije vrouwen, die een grotere invloed kregen in politieke en economische zaken, en tezelfdertijd, hun opvattingen over het huwelijk, de rol van de vrouw, onderwijs en gedrag in hun privéleven verspreiden.
De ervaring van vrouwen, gaande van slaven en hetaeren tot koningen, werd verzameld en bewaard in culturele creaties van deze periode.
Uit de voorstellingen van vrouwen in de beeldhouwkunst, komedies, aardewerk en andere kunstvormen uit deze periode blijkt, dat men meer aandacht toont voor hun seksuele ervaringen en de aard van hun dagelijks leven.
De opmerking van filosofen, die voor het grootste deel geneigd zijn het voortbestaan van de traditionele vrouwelijke rollen te steunen, blijkt dat de veranderde positie van vrouwen zich ook in de samenleving voortzette tijdens deze periode.

### Echtgenotes en moeders van de Macedonische veroveraars

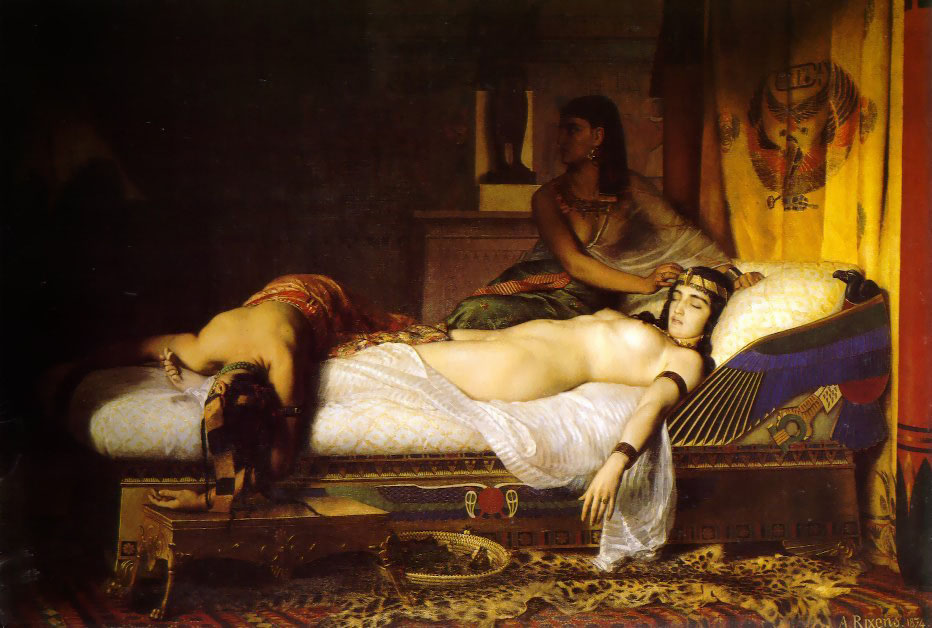
"Dood van Cleopatra" door Jean-André Rixens (1874).

Er lagen vijftig jaar van oorlog tussen Alexander de Grote zijn opvolgers (de diadochen) tussen diens dood en de stichting van de Macedonische diadochenrijken en -dynastieën: de Antigoniden in Griekenland, de Ptolemaeën in Egypte en de Seleuciden in Klein-Azië.
In de heersende families van Macedonië kon de relatie tussen moeder en zoon veel sterker en belangrijker zijn dan die tussen echtgenoot en vrouw. Veel Macedonische koningen stonden zichzelf zowel formeel als informeel polygamie toe, wat ook de reden was waarom zij zo terughoudend waren om sommige van hun echtgenotes een bevoorrechte status te verlenen: dit zou immers ook duidelijk maken welke van hun kinderen zij als troonopvolgers wensten aan te duiden). Dit bevorderde een klimaat van intriges en machtsstrijd binnen het hof, dat er zelfs toe kon leiden dat een op macht beluste moeder voor haar zoon een samenzwering begon om de leider te vermoorden.
De geschiedenis toont ons de Macedonische koninginnen als ambitieus, scherpzinnig, en in vele gevallen, meedogenloos. De gemeenschappelijke elementen in deze verhalen zijn de verwijdering, vaak door middel van vergiftiging, van politieke antagonisten en rivaliserende koninginnen evenals hun nakomelingen, de moord op hun echtgenoot, en de hoop van de koningin dat zij een grotere macht zou hebben wanneer het koninkrijk aan haar zoon toeviel dan toen haar echtgenoot nog de troon bezette.
Dit zijn vrouwen die in een traditioneel mannelijke strijd traden en die streden met alle wapens en technieken van mannen, alsook met vergif, het « wapen van de vrouwen ».
Naast Cleopatra VII, waren Olympias en Arsinoë II de machtigste en meest illustere Macedonische koninginnen. Olympias werd beroemd als moeder van Alexander de Grote. Aan het hof van haar echtgenoot, Philippus, vocht Olympias tegen rivaliserende echtgenotes, minnaressen en kinderen met als doel de opvolging van haar echtgenoot door Alexander op de Macedonische troon te verzekeren. Hoewel zij uiteindelijk werd veroordeeld en verbannen, was zij duidelijk een intelligente en volhardende vrouw.
Alexander werd in 356 v.Chr., na de moord op Philippus II, uitgeroepen tot koning. Deze laatste zijn dood werd, naar alle waarschijnlijkheid onterecht - ze was in die tijd immers nog steeds in ballingschap - toegeschreven aan Olympias, die veel te winnen had toen haar zoon op twintigjarige leeftijd zijn vader opvolgde. Twee jaar later, trok Alexander er uit voor de verovering van het Perzische Rijk. Terwijl Alexander zijn expeditie voorbereidde, stond Olympias aan het hoofd van het hof in Macedonië. Ze streed met Antipater om de macht, die Alexander als zijn secondant had achtergelaten in Macedonië. Politiek, steunde Alexander Antipater, maar hij zou nooit ophouden zeer gehecht te zijn aan zijn moeder.
Hoewel het partnerschapsmodel tussen moeders met macht en hun kinderen herhaaldelijk werd hernomen, werden vrouwen door hellenistische koningen evenzeer in passieve rollen gebruikt zoals onder de Griekse tirannen uit de archaïsche periode.
De huwelijken van de Macedonische prinsessen werden bijvoorbeeld vaak gearrangeerd door hun oudere mannelijke familieleden om allianties tussen de mannen, dat wil zeggen, tussen hen (de mannelijke familieleden) en hun echtgenoten te versterken. Deze dynastieke huwelijken werden ontbonden wanneer een nieuwe verbintenis politiek interessanter leek te zijn.
Natuurlijk kon de eenzijdige afwijzing van een koningin door haar man ten behoeve van een andere vrouw gewelddadig eindigen, en eens dat de ouders of voogden van de afgewezen vrouw hierdoor werden geschaad, eindigden deze huwelijksbanden vaak in internationale conflicten. Een van deze onfortuinlijke huwelijken was dat van Berenice Syra en Antiochus II Theos, dat leidde tot de Derde Syrische Oorlog.

### Andere vrouwen

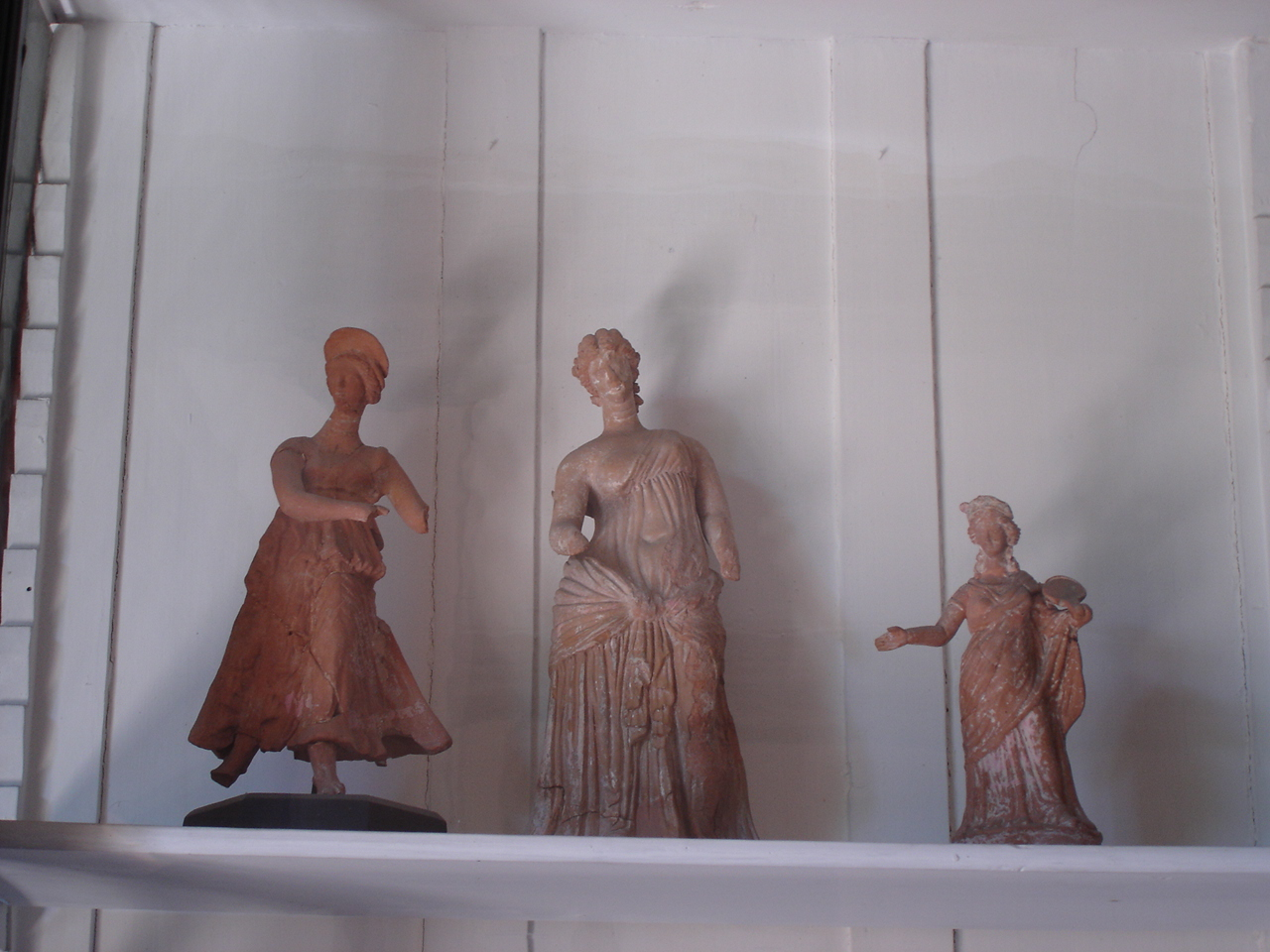
Terracotta figurines van vrouwen (hellenistische kunst, 3e-1e eeuw v.Chr.).

Vrouwen waren ook de begunstigden van de meer royale toekenningen van het burgerschap en politieke rechten in de Griekse steden - om diplomatieke, culturele en economische redenen - hetgeen een kenmerkend fenomeen van deze kosmopolitische periode was.
Sommige vrouwen verkregen toegevingen op het gebied van politieke rechten of de uitoefening van publieke activiteiten. Anderen verkregen het ereburgerschap en de rechten van proxenia (voorrechten toegekend aan buitenlanders) van vreemde steden als dank voor bewezen diensten. In het jaar 218 v.Chr., verwierf Aristodama, een dichteres uit Smyrna, het burgerrecht van de Aetolische stad Lamia in Thessalië, omdat ze in haar poëzie de mensen van Aetolië en hun voorouders op waardige wijze had herdacht.
Een inscriptie vermeldt het bestaan van een vrouwelijke archont in Histria in de 2e eeuw v.Chr. In de 1e eeuw v.Chr., was een andere vrouwelijke magistraat, Phile van Priëne de eerste vrouw die de bouw van een dam en een aquaduct op zich nam. Het is zeer waarschijnlijk dat ze tot magistraat werd benoemd, omdat zij beloofde om met haar privé-vermogen te zullen bijdragen aan de uitvoering van deze openbare werken.
Deze vrouwen waren uitzonderingen, daar vele anderen nog steeds werden uitgesloten van deelname aan het bestuur. Maar sindsdien waren onder de heerschappij van de hellenistische vorsten de implicaties van het burgerschap en bijbehorende privileges veel minder gunstig voor mannen dan ze waren geweest in de poleis van de klassieke wereld. Enerzijds was de kloof tussen mannelijke en vrouwelijke privileges verkleind, anderzijds waren de mannen, in plaats van dat ze probeerden ze uit te breiden, eerder bereid om de - weliswaar afgenomen - privileges die ze hadden met de vrouwen te delen.
Hoewel de toename van het politieke engagement van de Griekse vrouwen buiten het koningshuis erg klein was, kwam er langzaam verandering in de juridische status, met name in het burgerlijk recht. Deze verandering was vooral merkbaar in de door de Macedonische veroveringen gehelleniseerde gebieden in de oude steden op het Griekse vasteland.
In deze context van de ontwortelde Grieken, verstoken van de traditionele waarborgen van de polis, kon een Griekse vrouw niet gemakkelijk beroep doen op de bescherming van de mannelijke familieleden, en daarom moest ze de mogelijkheid hebben om uit eigen naam te kunnen optreden voor de wet en moest deze autonomie waar nodig worden uitgebreid.
We vinden hiervoor voldoende bewijs in papyri uit Egypte op het gebied van privaatrecht, maar dit betekent niet dat hellenistische wetten uniform waren en Egyptische praktijken in andere gebieden werden toegepast.
Wetten die betrekking hebben op Griekse vrouwen die in Egypte wonen moeten worden onderscheiden van wetten met betrekking tot de inheemse Egyptische vrouwen. Deze laatste lijken minder streng te zijn geweest, hoewel hier minder onderzoek naar is gedaan. Griekse vrouwen moesten, wanneer zij volgens de traditionele conventies van de Griekse wetten handelden, nog steeds een voogd hebben; onder het Egyptische recht daarentegen had men als vrouw geen voogd nodig. Als een Griekse vrouw een publieke verklaring moest afleggen of zich een contractuele verplichting op de hals haalde die mensen of eigendommen betrof, moest er altijd een mannelijk familielid als voogd optreden. Er zijn talloze voorbeelden van dergelijke contracten. Documenten waarin een vrouw optrad als koper, verkoper, lener of geldschieter, verhuurder of huurder. Vrouwen moesten, net zoals mannen, verschillende belastingen betalen die werden geheven op deze commerciële activiteiten. Ze bezaten ook het recht om giften en legaten te ontvangen en te geven, waarbij altijd hun voogd moest optreden, en meestal benoemden ze hun mannen en zonen als hun erfgenamen. Aan de burgeressen van Alexandrië, de zogenaamde astai, was het verboden om een testament op te maken.

## Voetnoten
1. ↑  P. Vidal-Naquet, Esclave et gynécocratie dans la tradition, le mythe, l'utopie, in Ibidem, Le chasseur noir: formes de pensées et formes de société dans le monde grec, Parijs, 19912 (= 2005), p. 269.
2. ↑  Politika III 1.
3. ↑  C. Mossé, La Femme dans la Grèce antique, Brussel, 19912, p. 19.
4. ↑  Ilias IX 146 (vertaling van M.A. Schwartz, 1956). Over de vraag van geschenken en tegengeschenken in verband met het huwelijk, zie J-P. Vernant, Mythe et société en Grèce ancienne, Parijs, 1974.
5. ↑  I 146.
6. ↑  Cf. J. Rougé, La colonisation grecque et les femmes, in Cahiers d'histoire 15 (1970), pp. 307-317; cf. P. Cabanes, La colonisation grecque en Méditerranée, Clio.fr (2000).
7. ↑  Plutarchus, Dion III 2; Diodoros van Sicilië, Bibliotheka Historia XIV 44.3.
8. ↑  Cf. L. Gernet, Mariages de tyrans, in J-P. Vernant, Droit et institutions en Grèce antique, Parijs, 19822, pp. 229-249.
9. ↑  Cf. E. Lévy, La Grèce au Ve siècle de Clisthène à Socrate, Seuil, 1995, pp. 180-183.
10. ↑  Plutarchus, Alkibiades 8.
11. ↑  Acharneis 478, Hippeis 19, Thesmophoriazousai 387, 456, Batrachoi 840.
12. ↑  Lakedaimonion Politeia I 4.
13. ↑  Andromache 595-601.
14. ↑  Lykourgos 14.2.
15. ↑  Idyllia XVIII 22-25.
16. ↑  fr. 73 (ed. F. Wehrli).
17. ↑  Lykourgos 15.10.
18. ↑  Lykourgos 15.6-9.
19. ↑  Plutarchus, Alexander 10.6.
20. ↑  Marcus Iunianus Iustinus, XXVII 1.
21. ↑  IG IX 2 62.
22. ↑  H.W. Pleket (ed.), Epigraphica II, nr. 2-3.
23. ↑  D.F. McCabe (ed.), Priene Inscriptions 207.
24. ↑  C. Préaux, Le statut de la femme à l'époque hellénistique principalement en Egypte, in Recueils de la Société Jean Bodin pour l’histoire comparative des institutions 11 (1959), pp. 127-175. Voor een interpretatie die op enkele punten verschilt, zie C. Vatin, Recherches sur le mariage et la condition de la femme mariée à l'époque hellénistique, Parijs, 1970, pp. 241-254.